# Calligonum aphyllum
Calligonum aphyllum är en slideväxtart. Calligonum aphyllum ingår i släktet Calligonum och familjen slideväxter.

## Underarter
Arten delas in i följande underarter:
- C. a. aphyllum
- C. a. heptapotamicum
- C. a. dentatum